# Kosiv
Kosiv (ukrainsk: Ко́сiв, tr. Kósiv, ukrainsk udtale: [ˈkɔsʲiu̯]  ( hør)) er en by i den vestlige del af Ukraine. Byen har en befolkning på omkring 8.463 (2021).
Kosiv er beliggende i Ivano-Frankivsk oblast. Den er administrativt centrum i Kosiv rajon (distrikt) og sæde for administrationen af Kosiv by-hromada (by-kommune).
Byens særlige keramikstil blev i 2021 optaget på UNESCO's liste over UNESCOs liste over immateriel kulturarv.